# ブークモール
ブークモール（ノルウェー語: bokmål）は、ノルウェー語で「本の言語」の意を指す。二つの公式の書き言葉の規範のうち、もっとも一般的に使われているものである（もう一つはニーノシュク）。

## 概要
- ブークモールは（話し言葉の方言とは無関係に）人口のおよそ85～90%によって使用されており、外国人のノルウェー語学習者にもっとも一般的に教えられている。
- ブークモールとリクスモール（riksmål、後述）は、大部分がデンマーク語の書き言葉に基づいており、また東部ノルウェー語（なかでも首都オスロ近辺で話される権威ある変種）とより密接な関係にある。
- 伝統的にブークモールの正書法で書かれるさまざまなノルウェー語の変種は、デンマーク語と低地ドイツ語の影響のもとに古ノルド語から何世代にもわたって発展してきたものである。
- 対照的に通常ニーノシュクで書かれる西海岸の方言群は、この言語のより古い形に固有な特徴を保持している。
- 以前は、ブークモールの公式な名称はリクスモール（国の言葉）といった。
- 後者の名称も依然として用いられており、ブークモールより保守的な非公式な書き言葉の規範を指しているが、今日では少数派の人々が使用するのみである。
- リクスモール派が伝統的なリクスモールの擁護を掲げる団体としてリクスモール協会がある。

## 自治体における採用状況

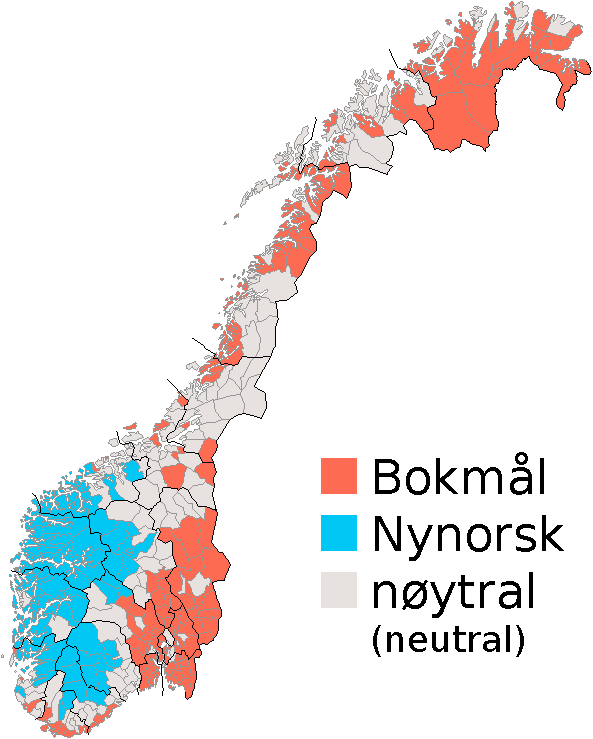
ノルウェー国内の各自治体におけるブークモール/ニーノシュクの採用状況（2007年）

## 文字
ラテンアルファベット26文字に加え、æ、ø、åの3文字が使われている。